# Notiobiella viridinervis
Notiobiella viridinervis är en insektsart som beskrevs av Banks 1913. Notiobiella viridinervis ingår i släktet Notiobiella och familjen florsländor. Inga underarter finns listade i Catalogue of Life.